# بيتر ريكيتس
بيتر ريكيتس (بالإنجليزية: Peter Ricketts)‏ هو دبلوماسي بريطاني، ولد في 30 سبتمبر 1952 في المملكة المتحدة.